# 國立體育大學

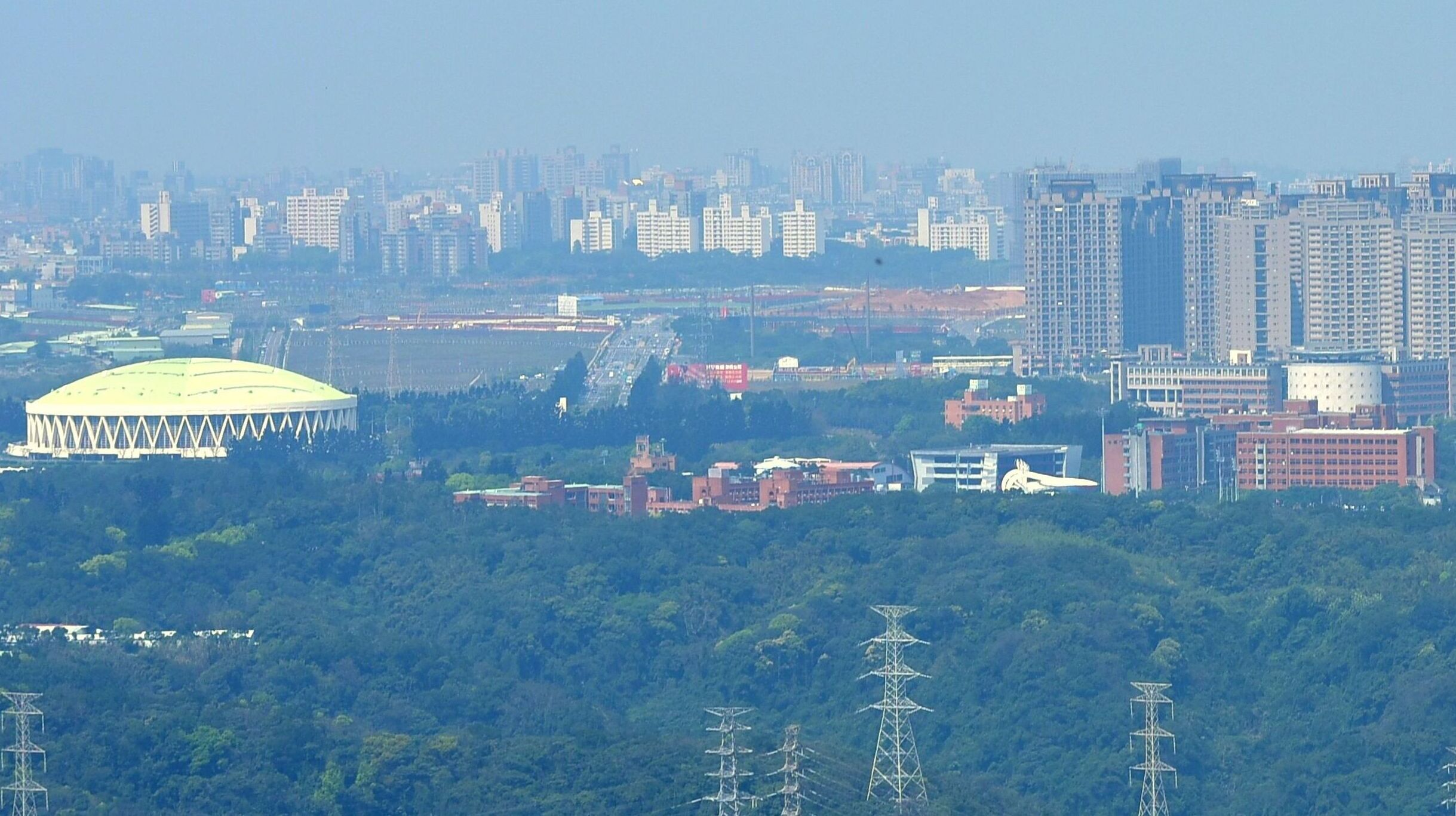
國立體育大學校園

國立體育大學，簡稱國體、國體大，是一所位於臺灣桃園市龜山區的國立大學，專門培訓運動競技、運動科學與運動產業人才，為臺灣重要的體育國手培訓中心。
其前身為1987年創立的國立體育學院，體育學院於2008年2月1日與國立臺灣體育學院（今國立臺灣體育運動大學）合併為國立臺灣體育大學，但合併前四年各自運作。由於隔年合併案宣告失敗，2009年8月1日國立體育學院改名為國立體育大學。該校亦為2016年夏季國際少年運動會網球比賽的與2017年夏季世界大學運動會比賽場地。

## 校史

### 成立背景

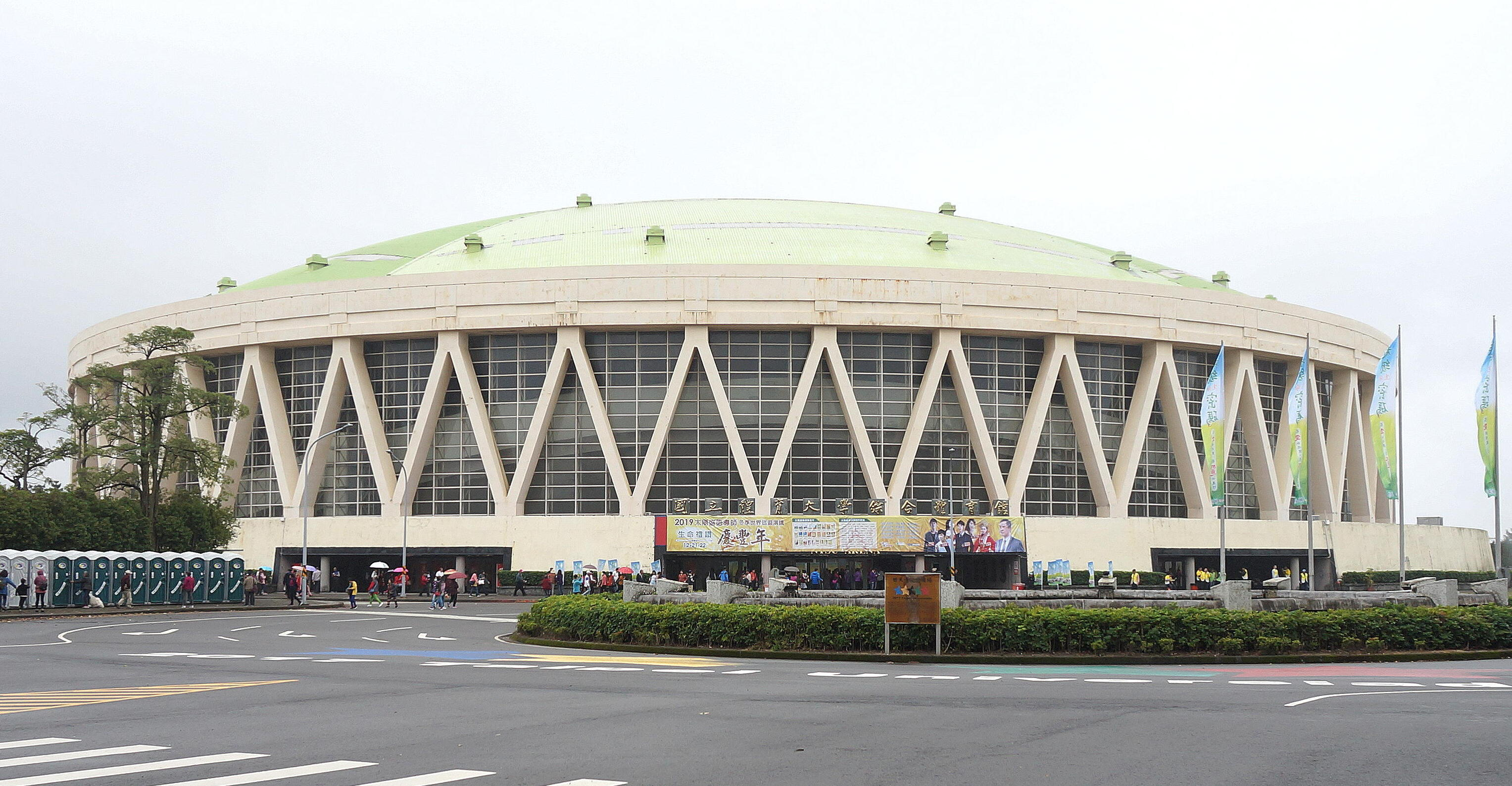
國立體育大學綜合體育館

1973年，台塑關係企業創辦人王永慶、王永在兄弟為了響應政府發展全民運動之號召，獨資購地並興建一座綜合體育館（臺灣第一座巨蛋），建成後捐獻給政府。
1984年5月，教育部基於國家長期發展體育之需要，除上述之捐地外，並徵收私有土地及申撥國有土地合計約60餘公頃，規劃為多目標之體育園區；並設置體育學院，以發揮教育訓練競賽遊憩及推廣服務等功能。

### 國立體育學院
1986年9月，國立體育學院籌備處正式成立，同年12月奉行政院核定1987年開始招生，招收「體育研究所」及「運動技術學系」。
1987年7月1日，「國立體育學院」正式成立。1988年，增設二年制「體育學系」。1989年，增設「運動科學研究所」。1991年，增設「運動保健學系」。1994年，增設「教練研究所」。1996年，增設「體育管理學系」。1999年，增設「體育研究所博士班」「體育研究所碩士在職專班」及「教練研究所碩士在職專班」，二年制體育學系正式更名為「體育推廣學系」。2000年，增設「運動科學研究所碩士在職專班」。2001年，增設「運動傷害防護研究所」及「教練研究所博士班」。2003年，原「體育管理學系」應社會及產業發展需要更改系名為「休閒產業經營學系」。
2008年，與國立臺灣體育學院合併為國立臺灣體育大學，但於2009年取消此合併案。

### 國立體育大學
2009年8月1日，改名為「國立體育大學」，為國內第一所體育大學，英文校名為。
2010年5月3日至11日，承辦2010年全國大專校院運動會，大會主題「御風而上」，國立體育大學榮獲48金34銀38銅，排名第一。
2010年，依據系所性質，組成體育學院、競技學院、運動與健康科學學院及管理學院等四學院。
2011年，增設國際體育事務研究所。
2015年，國際體育事務研究所停招。增設國際體育事務碩士學位學程。
2016年，與匈牙利體育大學一同合作增設國際運動教練科學碩士學位學程。增設國際運動管理與創新博士學位學程。

## 師資人數
截至113學年度（2024年10月15日），學校共有專任教師96人、兼任教師101人。專任教師包含各級教授、副教授、助理教授與講師，兼任教師指依照教育部辦法聘任兼課師資。

## 歷任校長
| 任別   | 姓名   | 任期                                          |
| ------ | ------ | --------------------------------------------- |
| 第一任 | 蔡敏忠 | 由教育部聘請，任期：1987年7月1日-1990年7月1日 |
| 第二任 | 邱金松 | 任期：1990年7月1日-1999年7月1日               |
| 第三任 | 葉憲清 | 任期：1999年7月1日-                           |
| 第四任 | 周宏室 |                                               |
| 第五任 | 高俊雄 |                                               |
| 第六任 | 邱炳坤 |                                               |

## 教學單位
| 體育學院 | 體育研究所（博士班、碩士班） | 體育推廣學系暨碩士班 |
| 體育學院 | 適應體育學系                 | 體育推廣原住民專班   |

| 競技學院 | 競技與教練科學研究所 （页面存档备份，存于） | 球類運動技術系 |
| 競技學院 | 技擊運動技術系                              | 陸上運動技術系 |
| 競技學院 | 國際運動教練科學碩士學位學程(2020年起停招)  |                |

| 運動與健康科學學院 | 運動科學研究所                 | 運動保健學系暨碩士班 |
| 運動與健康科學學院 | 運動與健康科學學院碩士在職專班 |                      |

| 管理學院 | 休閒產業經營學系暨碩士班 | 國際運動管理與創新博士學位學程 |
| 管理學院 | 國際體育事務碩士學位學程 | 管理學院碩士在職專班           |

| 師資培育中心 |
| ------------ |

| 通識教育中心 |
| ------------ |

## 研究中心
| 研究中心 | 進修推廣部           | 體育測驗研究發展中心 |
| 研究中心 | 運動科學中心         | 運動訓練中心         |
| 研究中心 | 健康中心             | 體育運動圖書資訊中心 |
| 研究中心 | 大陸體育運動研究中心 | 國術研究中心         |

## 場館設施

### 田徑場
本校的田徑場於2011年3月動土興建，2014年5月13日啟用。田徑場為國際田徑總會二級認證的標準競賽場地，看台為一棟3層樓建築，1樓設有100公尺練習跑道、跳遠區、器材儲藏室，2樓設有技擊訓練室、重量訓練室，3樓為3,000人觀眾席看台、轉播室及中控室。2017年夏季世界大學運動會射箭比賽於此舉行。